# Rudolf von Meran
Contele Rudolf Johann Franz von Meran (n. 9 decembrie 1872, Graz, Austro-Ungaria – d. 17 septembrie 1959, Salzburg, Austria) a fost un înalt funcționar habsburgic, consilier secret și jurist, precum și Landeschef al mai multor posesiuni habsburgice.

## Origini și familie

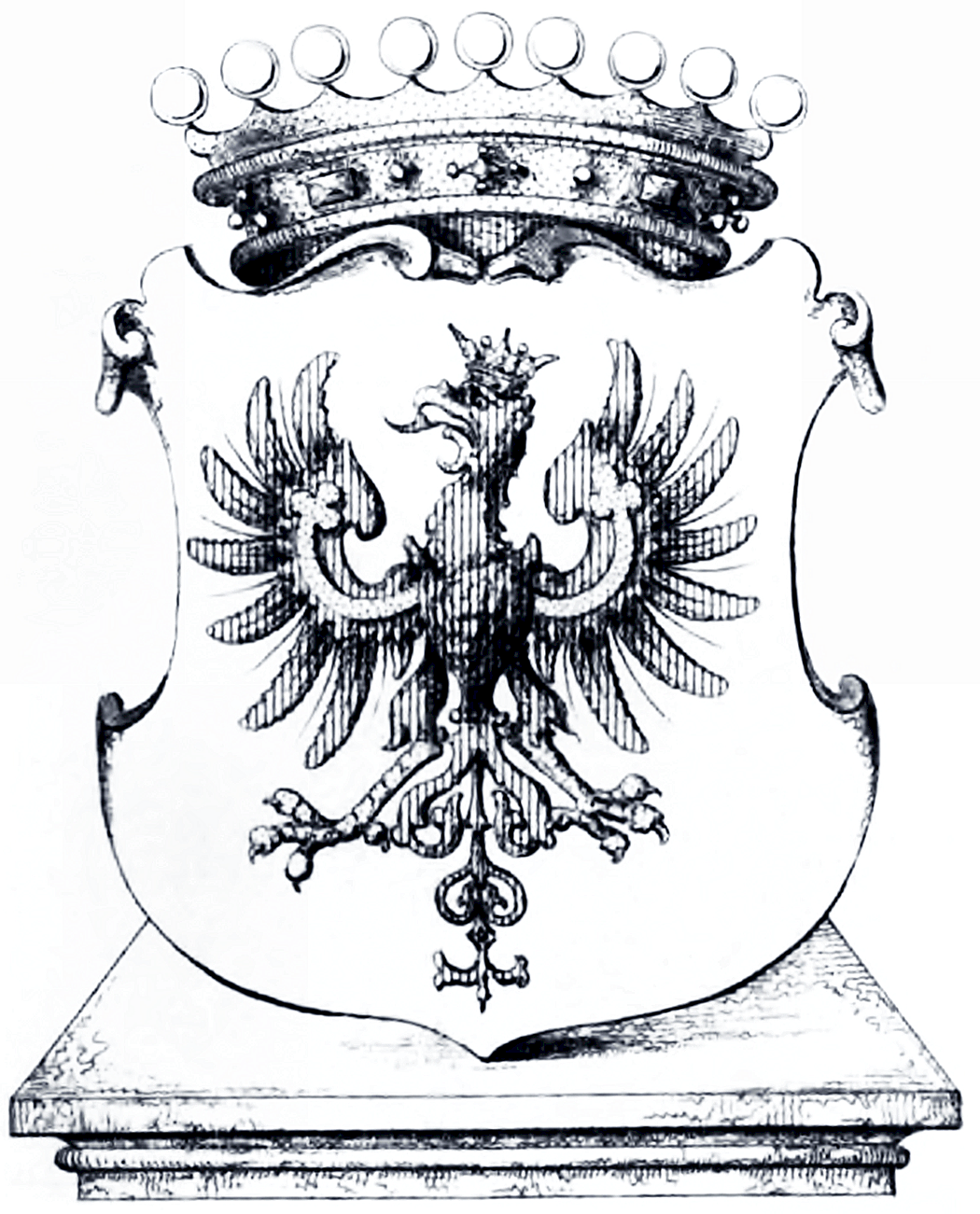
Stema conților von Meran

Rudolf a fost un nepot al arhiducelui Ioan de Austria (1782-1859) și al Annei Plochl (n. 6 ianuarie 1804, Aussee – d. 4 august 1885, Aussee), baroneasă von Brandhofen 1834, contesă von Meran 1850) cu care acesta a avut numai un fecior, pe Franz Ludwig. Din căsătoria acestui Franz Ludwig Johann Baptist von Meran (n. 11 martie 1839 -  d. 27 martie 1891) cu contesa Theresia von Lamberg  (n. 16 august 1836 - d. 11 septembrie 1913) au rezultat opt copii, Rudolf fiind al șaselea.
În ziua de 18 ianuarie 1917, Rudolf s-a căsătorit cu principesa Johanna von Auersperg (n. 14 iulie 1890, Goldegg, Austria Inferioară – d. 13 ianuarie 1967, Salzburg). Soții au avut trei copii: Rudolf (n. 20 decembrie 1917, Innsbruck – d. 13 mai 1982, Salzburg), Adolf (n. 21 mai 1919, Goldegg) și Eleonora (n. 2 august 1914, Viena – d. 2 februarie 2001, Münsing, Bavaria.

## Biografie
După ce o carieră militară a devenit imposibilă datorită unei accidentări grave, tânărul conte de Meran a hotărât să studieze jurisprudența. A studiat astfel la Universitatea din Graz și la Universitatea din Innsbruck, iar după terminarea studiilor a intrat în serviciul public, începându-și cariera în Ministerul de Interne (1894) și continuând apoi ca secretar al guvernatorului din Graz.

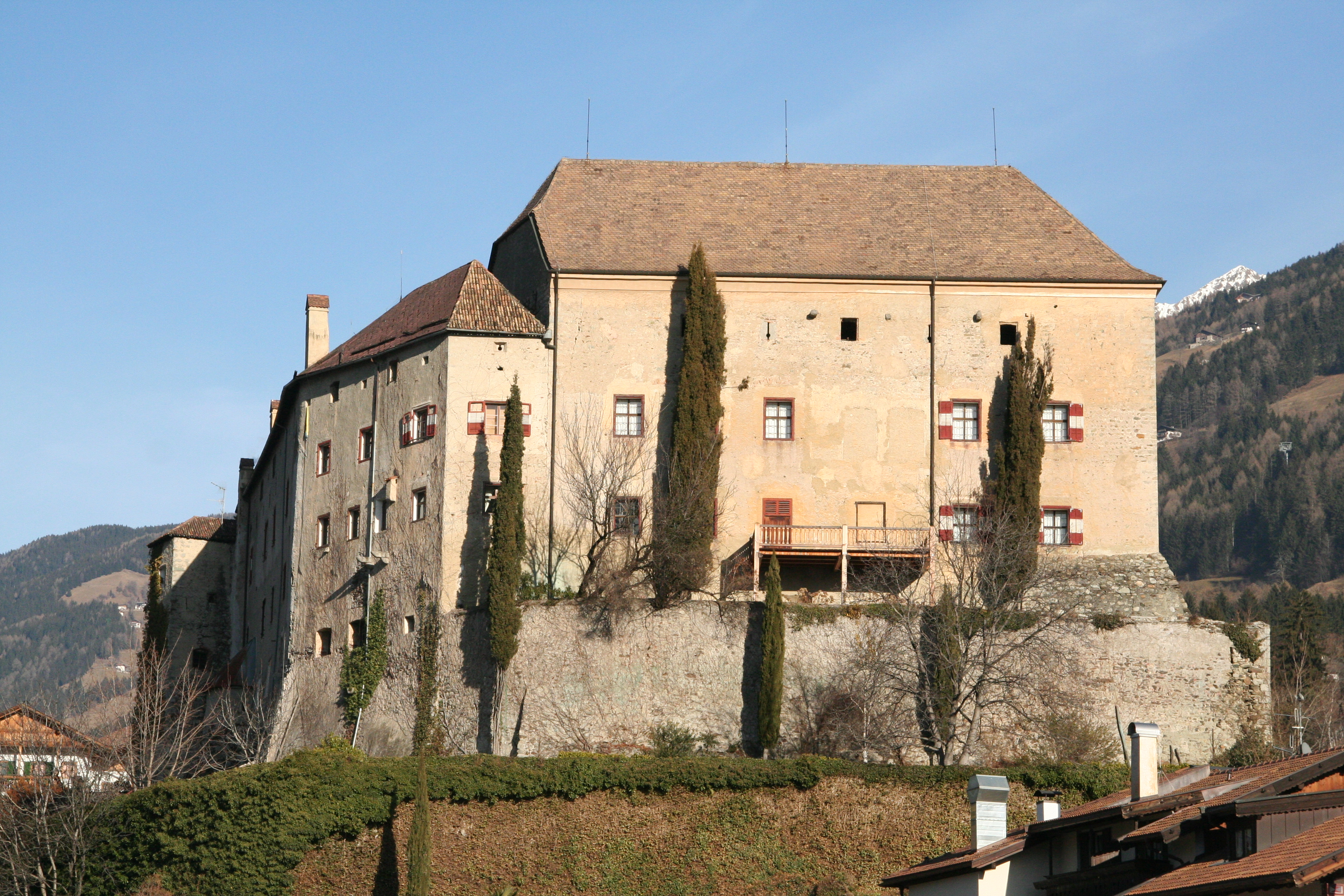
Palatul Scena, locul de retragere al contelui von Meran

În anul 1907 îl regăsim drept căpitan districtual de Judenburg (un post, pe care îl întreținuse deja de mai mulți ani), apoi, din 1908, a fost transferat în aceiași funcție la Bregenz. În anul 1910 a fost avansat acolo la rangul de consilier guvernamental.
Pe 15 ianuarie 1912, juristul a fost numit de către împăratul Franz Joseph I consilier al Curții (Hofrat) și nou guvernator al Ducatului Bucovina, funcție în care a servit până la 15 decembrie 1916. Ca văr îndepărtat al împăratului, noul guvernator a fost binevenit în Cernăuți.  În acești cinci ani petrecuți în Bucovina, Meran s-a implicat semnificativ mai mult decât predecesorii săi în mod pozitiv în evenimentele politice curente ale ducatului. Von Meran a fost distins cu titlul Dr. phil honoris causa de către Universitatea din Cernăuți.
În ziua de 31 ianuarie 1917 contele a fost numit guvernator al Austriei Superioare (până în data de 30 octombrie a acelui an), iar de la 20 noiembrie 1917 până la 15 noiembrie 1918 a fost ultimul guvernator al landului Tirol.
După sfârșitul războiului și prăbușirea Imperiului Austro-Ungar, Rudolf von Meran s-a retras din viața politică și a trăit împreună cu familia sa în palatul lui din Scena, în apropiere de Merano.